# East Jesus Nowhere
«East Jesus Nowhere» (El Jesús perdido de ningún lado) es el tercer sencillo del álbum 21st Century Breakdown, octava canción y La primera Canción del segundo acto Charlatans and saints de la banda californiana de Punk rock, Green Day. La canción habla desde el punto de vista de Billie, de la hipocresía del cristianismo. Pero principalmente sobre lo que sucede con la religión hoy en día, el gobierno en contra de la religión acabando con la fe.
La revista Rolling Stone llama la canción "March of the Dogs" (re-titulado más tarde "East Jesus Nowhere" de la película Juno) "una mordaz acusación contemporánea de la religión". La canción ganó popularidad gracias a que fue interpretada en los MTV Video Music Awards de 2009.
East Jesus Nowhere crítica las hipocresías de las religiones cristianas. Dice que las religiones cristianas son hipócritas, solo usan a la gente para justificar una venganza, o para las ganancias monetarias. También cuenta cómo las religiones abusan de la fe de la gente para satisfacer el complejo de un dios.

## "Save"
Durante los conciertos, se utiliza el "Save" (Salvado en Español) que consiste en tomar a alguien al azar de entre el público (Normalmente niños o gente disfrazada y extravagante), después Billie Joe Armstrong pone su mano sobre la frente del voluntario y canta la parte tranquila de la canción mientras hace esto (En ocasiones es el voluntario el que pone la mano en la frente de Armstrong y es este el que canta arrodillado). Lo siguiente es que se le indica al voluntario unas instrucciones que siempre son las mismas: Cuando Tré Cool cuente hasta tres el voluntario tendrá que caer al suelo como si le hubieran disparado en la cabeza. El sonido del disparo lo provoca la misma banda. En ocasiones el voluntario se lanza al público en vez de al suelo pero siempre es el mismo propósito: "Salvarlo".

## Video
En la página oficial de Green Day se muestra el video oficial, grabado en vivo durante el 21st Century Breakdown World Tour. Al final del clip se muestran niños haciendo la coreografiá de la canción, una crítica a estas campañas cristianas, de lo hipócritas que son algunas y en que la sociedad está perdiendo la fe en Dios por la manipulación de gente.

## Lista de canciones
| CD Promocional Estados Unidos |                             |          |  |
| N.º                           | Título                      | Duración |  |
| 1.                            | «East Jesus Nowhere» (Edit) | 3:57     |  |

| CD Promocional Reino Unido |                                      |          |  |
| N.º                        | Título                               | Duración |  |
| 1.                         | «East Jesus Nowhere» (Álbum Versión) | 4:34     |  |

## Posicionamiento en listas
| Lista                                   | Posición |
| --------------------------------------- | -------- |
| Canadian Hot 100                        | 71       |
| UK Rock Chart                           | 10       |
| US Billboard Alternative Songs          | 17       |
| US Billboard Rock Songs                 | 24       |
| US Billboard Hot Mainstream Rock Tracks | 32       |